# Tulbaghia rhodesica
Tulbaghia rhodesica är en amaryllisväxtart som beskrevs av Robert Elias Fries. Tulbaghia rhodesica ingår i släktet Tulbaghia och familjen amaryllisväxter. Inga underarter finns listade i Catalogue of Life.